# Bassano, Alberta
Bassano är en ort i Kanada.   Den ligger i provinsen Alberta, i den centrala delen av landet, 2 800 km väster om huvudstaden Ottawa. Bassano ligger 790 meter över havet och antalet invånare är 1 388.
Terrängen runt Bassano är platt. Trakten runt Bassano är nära nog obefolkad, med mindre än två invånare per kvadratkilometer..
Trakten runt Bassano består i huvudsak av gräsmarker.